# Narycia scelerata
Narycia scelerata är en fjärilsart som beskrevs av Edward Meyrick 1919. Narycia scelerata ingår i släktet Narycia och familjen säckspinnare. Inga underarter finns listade i Catalogue of Life.